# Centrale nucléaire de Gösgen
Pour les articles homonymes, voir KKG.
La centrale nucléaire de Gösgen (en allemand : Kernkraftwerk Gösgen, ou KKG) est située en Suisse, dans le canton de Soleure, sur le tracé de l'Aar entre Olten et Aarau. Son exploitation est assurée par la société Kernkraftwerk Gösgen-Däniken AG qui en a pris le contrôle en novembre 1979. Elle était en 1979 la première centrale suisse à avoir dépassé la barre symbolique des 1 000 MW de puissance brute.

## Histoire

### Construction
Dans les années 1960, en conséquence du fort développement de l'économie et de la population, et devant l'impossibilité de l'hydroélectricité à faire face à cette forte augmentation de la demande en approvisionnement, les producteurs suisses d'électricité prévoient de construire de nouvelles centrales thermiques au pétrole. Mais le conseiller fédéral de l'époque chargé de l'énergie, Willy Spühler, est pro-nucléaire et va favoriser la transition de l'hydraulique au nucléaire. De ce mouvement naissent les réacteurs de Beznau 1 et 2 et de Mühleberg, entrés respectivement en service en 1969, 1971 et 1972.
Dès 1966, le site de Gösgen est pressenti pour être le terrain de la troisième centrale suisse qui augmentera la production nationale. Les études commencent en mai 1969, après la constitution d'un consortium d'études. En mars 1971, le système de refroidissement est modifié à la suite d'une exigence du Conseil fédéral : initialement prévu grâce aux eaux de l'Aar, le refroidissement doit désormais se faire avec une tour de refroidissement afin que la température de l'Aar ne soit pas augmentée. Ces plans sont définitivement acceptés en octobre 1972 et l'autorisation des communes de Däniken et Gretzenbach est obtenue début 1973. La construction peut alors débuter.
La construction du réacteur nucléaire est confiée à la société Kraftwerk Union, filiale de Siemens. La première réaction en chaîne auto-entretenue intervient le 19 janvier 1979 et la centrale est reliée au réseau électrique suisse. Malgré ces tests concluants et à la suite de l'accident nucléaire de Three Mile Island aux États-Unis, le Conseil fédéral exige un nouveau contrôle de la sécurité de l'installation. La fusion partielle du cœur du réacteur à eau pressurisée américain retarde la mise en service jusqu'en novembre 1979. Le réacteur apporte alors 970 MW d'électricité au réseau.
| Nom du réacteur | Type de réacteur | Modèle     | Puissance Brute (MW) | Puissance Nette (MW) | Début de construction | Raccordement au réseau | Mise en service commerciale |
| --------------- | ---------------- | ---------- | -------------------- | -------------------- | --------------------- | ---------------------- | --------------------------- |
| Gösgen (KKG)    | REP              | PWR 3 Loop | 1060                 | 1010                 | 01.12.1973            | 02.02.1979             | 01.11.1979                  |

### Futur

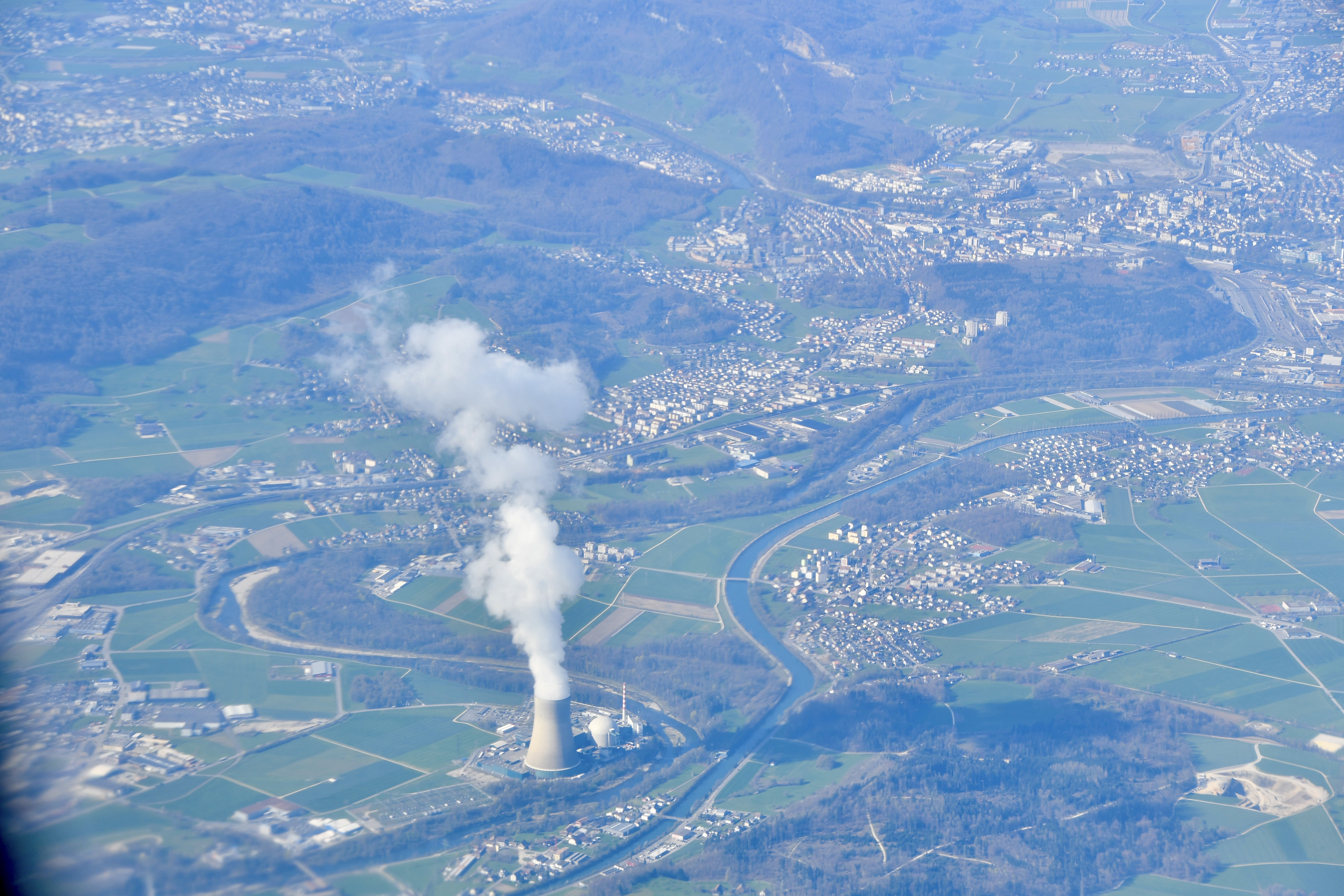
La centrale nucléaire vue d'avion.

La centrale, dont la durée de vie a été estimée à une soixantaine d'années, devrait continuer à produire de l'électricité pendant encore quelques décennies. Elle est actuellement à la moitié de son exploitation et aucune décision concernant son arrêt n'a été prise. Il n'existe pas non plus de plan pour remplacer la centrale par d'autres moyens de production. En 2003, le peuple a rejeté l'initiative « Sortir du nucléaire - Pour un tournant dans le domaine de l'énergie et pour la désaffectation progressive des centrales nucléaires » par 66,3 %, le canton de Soleure la refusant alors par 73,4 %.
À la suite des accidents nucléaires ayant touché les installations de Fukushima, la cheffe du DETEC (département fédéral chargé  notamment de l'énergie) Doris Leuthard décide le 15 mars, de la suspension des procédures en cours concernant les demandes d'autorisation pour la construction des 3 nouvelles centrales. Le 25 mai 2011, le conseil fédéral confirme la sortie progressive de l'énergie nucléaire en décidant de ne pas renouveler les centrales nucléaires en service et opte pour leur arrêt définitif une fois que celles-ci auront atteint 50 ans, c'est-à-dire entre 2019 et 2034. Le 28 septembre 2011, le Conseil des États a confirmé l’arrêt de la construction de nouvelles centrales nucléaires tout en exigeant la poursuite de la recherche dans le nucléaire.

### Gösgen 2
Le 9 juin 2008, la société Kernkraftwerk Niederamt AG a déposé une requête auprès de l'Office fédéral de l'énergie pour la construction d'une nouvelle centrale nucléaire dans la région du Niederamt, dans le voisinage immédiat de la centrale de Gösgen. Pour cette raison, ce nouveau projet est parfois appelé Gösgen 2 bien que ces deux installations soient indépendantes.
Cette nouvelle centrale, dont la puissance devrait être soit de 1 100 MW, soit de 1 600 MW, utiliserait un réacteur à eau légère, la même technologie que les cinq autres réacteurs suisses. La société prévoit d'investir entre six et huit milliards de francs suisses dans ce projet. Selon le calendrier envisagé, l'autorisation générale devrait être discutée en 2012 par le parlement. Elle pourrait être suivie d'un référendum.
Ce projet a été abandonné après l'accident de Fukushima.

## Caractéristiques

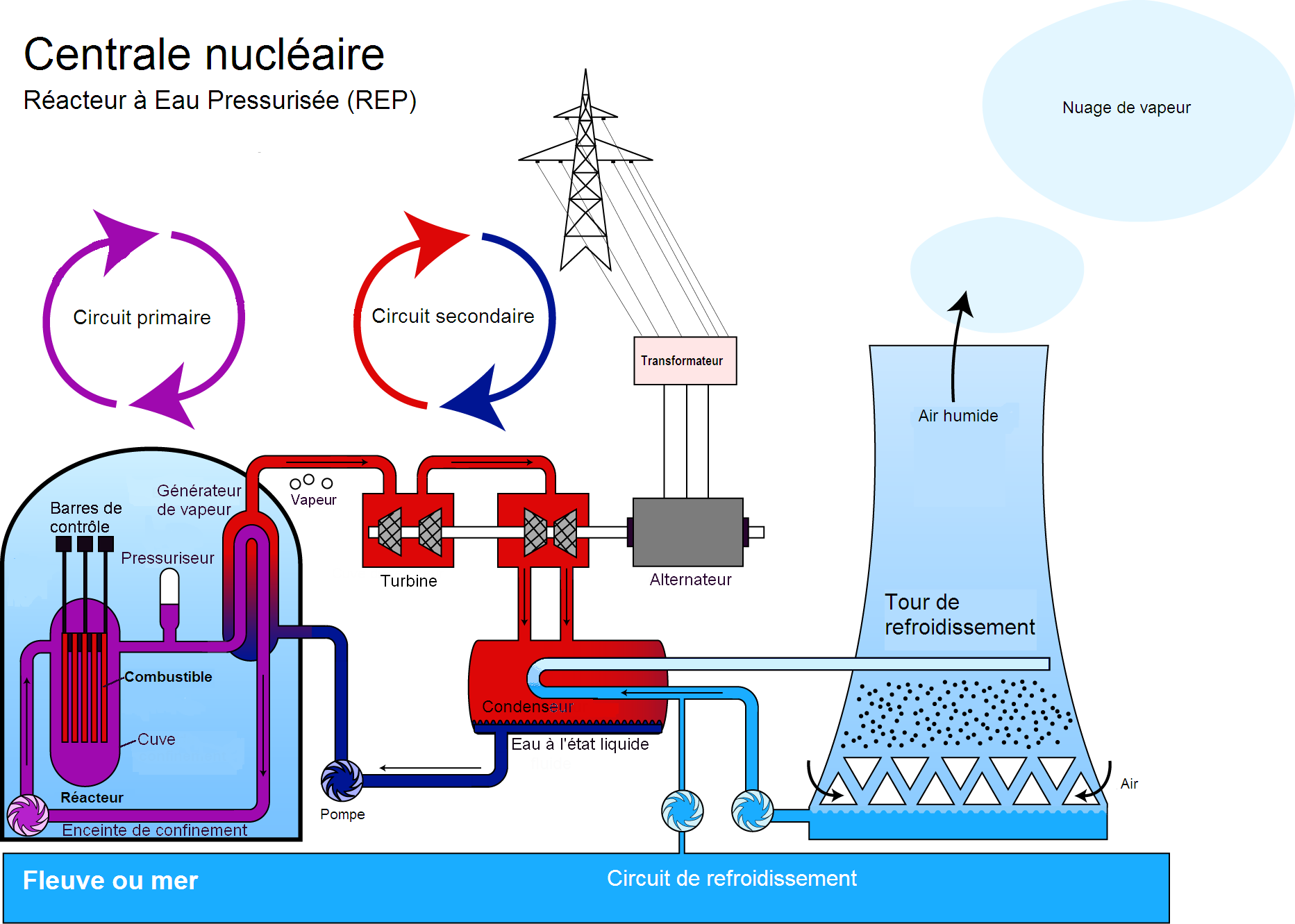
Schéma d'un réacteur PWR

Le réacteur peut accueillir 177 assemblages de combustible mais 48 emplacements sont utilisés par les grappes de commandes ou barres de contrôle. Celles-ci, composées de cadmium, d'argent et d'indium ont la caractéristique d'absorber aisément les neutrons. En fonctionnement, des neutrons libérés par la fission d'uranium ou de plutonium heurtent d'autres atomes et déclenchent leur fission. Chaque fission libère plusieurs neutrons qui doivent être en partie absorbés pour ne pas affoler la réaction. Dans ce but, les grappes de commandes peuvent être plus ou moins abaissées dans le réacteur pour absorber plus ou moins de neutrons ; la chute de toutes les grappes provoquerait l'arrêt de la réaction. Elles permettent un réglage rapide de la puissance du réacteur. Pour un réglage à plus long terme, les contrôleurs peuvent augmenter ou diminuer la concentration de bore dans le fluide caloporteur du circuit primaire qui remplit le réacteur.
Le combustible de la centrale est de l'uranium 235 (UO2). Chaque année, pendant la révision, une quarantaine d'assemblages de combustible sont renouvelés.
L'eau sous pression dans le réacteur joue deux rôles : elle permet d'abord de refroidir le réacteur car chaque fission libère de l'énergie sous forme de chaleur. Sans ce système, le cœur du réacteur fondrait. De plus, c'est cette énergie thermique qui est récupérée et transformée en énergie électrique. Dans ce premier circuit, l'eau, jouant le rôle de caloporteur, arrive dans la cuve du réacteur à 291,5 °C et en ressort chauffée à 324 °C ; grâce à la forte pression à laquelle elle est soumise, environ 153 bars, elle reste tout de même liquide à plus de 300 °C. Cette eau est ensuite envoyée vers des générateurs de vapeur qui utilisent le fluide caloporteur pour vaporiser de l'eau dans un autre circuit. Cette vapeur est finalement envoyée vers des turbines entrainant un alternateur. Une petite partie de la vapeur est aussi prélevée et envoyée à des usines à quelques kilomètres de la centrale.
L'immense tour de refroidissement, haute de 150 mètres et dont le diamètre à sa base atteint 117 mètres, permet de refroidir cette vapeur via un troisième circuit de refroidissement. L'eau est pulvérisée en fines gouttelettes à quelque quatorze mètres dans la tour de refroidissement. Un courant d'air ascendant s'y crée naturellement et son contact avec les gouttes d'eau provoque leur vaporisation, soit leur passage de l'état liquide à l'état gazeux. Cette transformation demande beaucoup d'énergie et l'eau qui reste liquide voit sa température abaissée. L'eau vaporisée est ensuite remplacée par celle de l'Aar. Le panache qui se dégage de cette tour n'est donc que l'eau de l'Aar.

### Production
La production totale d'électricité a atteint ses 200 milliards de kilowatts-heures (200 000 GWh) le 3 avril 2007 et le coût de production était de 4,64 centimes de CHF le kilowatt-heure.
|                                                     | Production brute | Production nette | En électricité | En vapeur |
| 1996                                                | 8 385            | 7 928            | 7 874          | 54        |
| 1997                                                | 8 360            | 7 908            | 7 854          | 54        |
| 1998                                                | 8 290            | 7 840            | 7 781          | 59        |
| 1999                                                | 7 982            | 7 534            | 7 470          | 64        |
| 2000                                                | 8 268            | 7 804            | 7 738          | 66        |
| 2001                                                | 8 339            | 7 870            | 7 803          | 67        |
| 2002                                                | 8 316            | 7 853            | 7 791          | 62        |
| 2003                                                | 8 442            | 7 989            | 7 927          | 62        |
| 2004                                                | 8 458            | 8 016            | 7 953          | 63        |
| 2005                                                | 7 997            | 7 583            | 7 529          | 54        |
| 2006                                                | 8 538            | 8 099            | 8 026          | 73        |
| 2007                                                | 8 603            | 8 159            | 8 083          | 76        |
| 2008                                                | 8 400            | 7 964            | 7 892          | 72        |
| 2009                                                | 8 516            | 8 072            | 8 007          | 65        |
| 2010                                                | 8 469            | 8 029            | 7 974          | 55        |
| 2011                                                | 8 344            | 7 910            | 7 853          | 57        |
| 2012                                                | 8 516            | 8 074            | 8 010          | 64        |
| 2013                                                | 6 773            | 6 410            | 6 360          | 50        |
| 2014                                                | 8 452            | 8 022            | 7 962          | 59        |
| 2015                                                | 8 399            | 7 971            | 7 907          | 64        |
| 2016                                                | 8 668            | 8 233            | 8 167          | 66        |
| 2017                                                | 8 584            | 8 154            | 8 084          | 70        |
| 2018                                                | 8 681            | 8 247            | 8 172          | 75        |
| 2019                                                | 8 241            | 7 820            | 7 743          | 77        |
| 2020                                                | 8 770            | 8 332            | 8 250          | 83        |
| 2021                                                | 8 318            | 7 900            | 7 820          | 80        |
| 2022                                                | 8 385            | 7 964            | 7 887          | 77        |
| 2023                                                | 8 474            | 8 049            | 7 973          | 76        |
| Note : Toutes les données sont en gigawatts-heures. |                  |                  |                |           |

## Constructions

### Stockage des déchets
La centrale stocke temporairement tous les déchets nucléaires qu'elle produit. Le combustible usé étant encore plus ou moins radioactif, il continue de produire de la chaleur et des rayonnements du fait de la fission naturelle des atomes. Il est donc d'abord stocké dans deux piscines spéciales qui, raccordées à un système de refroidissement, permettent d'évacuer cette chaleur produite. La première, présente depuis la construction de la centrale, a une capacité de 600 emplacements. La deuxième a été construite en 2008 pour augmenter la capacité à 1 600 emplacements. Les déchets peuvent y rester plusieurs années, le temps que la radioactivité s'abaisse suffisamment.
Les déchets de basse et moyenne radioactivité sont finalement envoyés au centre de stockage intermédiaire Zwilag à Würenlingen où ils seront entreposés jusqu'à ce qu'une solution de stockage à long terme soit décidée et appliquée.

### Augmentation de puissance
La puissance thermique, initialement de 2 808 MW, a été augmentée une fois ; des modifications nécessaires pour ce faire ont été proposées en 1985. Celles-ci ont été acceptées par le Conseil fédéral en décembre de cette année et consistaient, entre autres, en un enrichissement plus élevé du combustible et à l'allongement des crayons ; cette puissance a été exploitée dès juillet 1992. Ces mêmes changements ont permis d'augmenter la puissance brute de970 à 990 MW et la puissance nette à 940 MW. En 1994 et 1995 sont entreprises d'autres modifications qui permettent, au 1er janvier 1996, de disposer de 1 020 MW bruts et de 970 MW nets. En 2010, d'autres modifications de la centrale ont permis d'augmenter la puissance électrique de 1 020 à 1 035 MW bruts et de 970 à 985 MW nets.

### Pavillon des visiteurs
Un pavillon d'information construit sur le site peut recevoir des visiteurs. Il propose notamment une chambre à brouillard et une maquette animée des installations. Une visite guidée permet d'observer la salle de commande et de pénétrer dans la salle des machines.

## Sécurité
Depuis 1995, la centrale n'a eu à déplorer qu'un seul incident de niveau 1 sur l'échelle internationale des événements nucléaires (INES). Il est décrit comme une anomalie, un événement en dehors des critères de fonctionnement autorisés et dont les conséquences sont nulles tant dans le site lui-même qu'en dehors. Cet incident serait dû à la remise en route de la centrale alors que les causes de certains dysfonctionnements n'auraient pas été trouvées et réparées[réf. nécessaire].
| Année | Niveau sur l'échelle INES | Niveau sur l'échelle INES | Niveau sur l'échelle INES | Niveau sur l'échelle INES | Niveau sur l'échelle INES | Niveau sur l'échelle INES | Niveau sur l'échelle INES | Niveau sur l'échelle INES | Total |
| ----- | ------------------------- | ------------------------- | ------------------------- | ------------------------- | ------------------------- | ------------------------- | ------------------------- | ------------------------- | ----- |
| Année | 0                         | 1                         | 2                         | 3                         | 4                         | 5                         | 6                         | 7                         | Total |
| 2009  | 2                         | 1                         | 0                         | 0                         | 0                         | 0                         | 0                         | 0                         | 3     |
| 2008  | 3                         | 0                         | 0                         | 0                         | 0                         | 0                         | 0                         | 0                         | 3     |
| 2007  | 1                         | 0                         | 0                         | 0                         | 0                         | 0                         | 0                         | 0                         | 1     |
| 2006  | 3                         | 0                         | 0                         | 0                         | 0                         | 0                         | 0                         | 0                         | 3     |
| 2005  | 5                         | 0                         | 0                         | 0                         | 0                         | 0                         | 0                         | 0                         | 5     |
| 2004  | 1                         | 0                         | 0                         | 0                         | 0                         | 0                         | 0                         | 0                         | 1     |
| 2003  | 2                         | 0                         | 0                         | 0                         | 0                         | 0                         | 0                         | 0                         | 2     |
| 2002  | 0                         | 0                         | 0                         | 0                         | 0                         | 0                         | 0                         | 0                         | 0     |
| 2001  | 4                         | 0                         | 0                         | 0                         | 0                         | 0                         | 0                         | 0                         | 4     |
| 2000  | 0                         | 0                         | 0                         | 0                         | 0                         | 0                         | 0                         | 0                         | 0     |
| 1999  | 1                         | 0                         | 0                         | 0                         | 0                         | 0                         | 0                         | 0                         | 1     |
| 1998  | 0                         | 0                         | 0                         | 0                         | 0                         | 0                         | 0                         | 0                         | 0     |
| 1997  | 1                         | 0                         | 0                         | 0                         | 0                         | 0                         | 0                         | 0                         | 1     |
| 1996  | 5                         | 0                         | 0                         | 0                         | 0                         | 0                         | 0                         | 0                         | 5     |
| 1995  | 3                         | 0                         | 0                         | 0                         | 0                         | 0                         | 0                         | 0                         | 3     |
| Total | 31                        | 1                         | 0                         | 0                         | 0                         | 0                         | 0                         | 0                         | 32    |

Il n'y a jamais eu d'incident de niveau 2 ou supérieur sur l'échelle de l'INES, c'est-à-dire que la centrale n'a jamais été contaminée.
En 2003 a été publiée une étude du département fédéral de l'énergie sur les conséquences d'un crash d'avion délibéré sur les quatre centrales suisses, l'attentat du World Trade Center étant la cause de cette inspection de sécurité. Le rapport conclut que toutes les centrales devraient résister à un crash volontaire, du fait de l'imposante structure en béton qui protège le réacteur.

## Kernkraftwerk Gösgen-Däniken AG

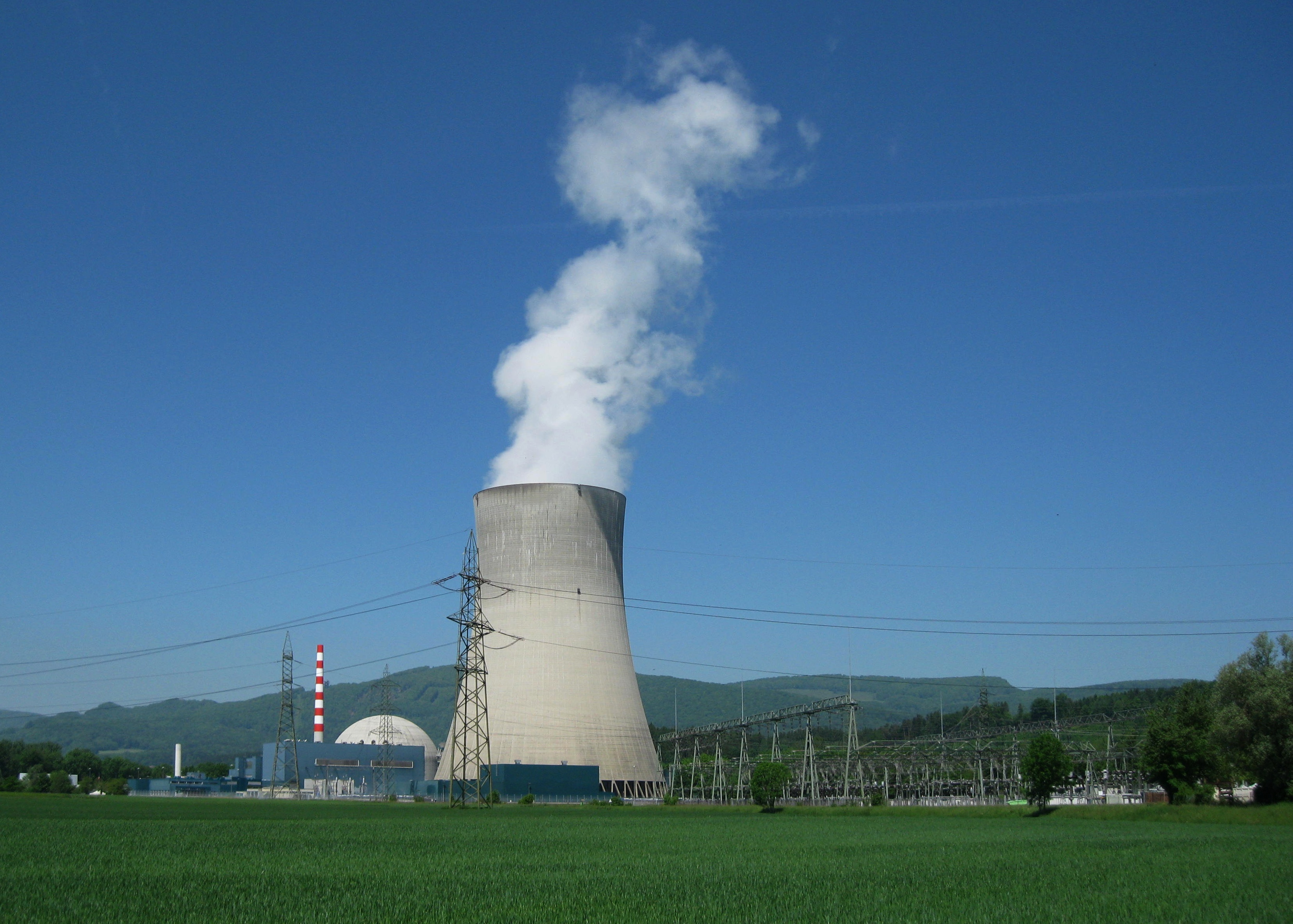
La centrale en mai 2010

La société Kernkraftwerk Gösgen-Däniken AG a été créée en février 1973 pour exploiter la centrale de Gösgen. Cinq actionnaires privés se partagent les parts comme suit :
- Alpiq SA, premier énergéticien suisse[réf. nécessaire], possède 40 % des parts ;
- Le groupe Axpo SA, autre distributeur d'énergie suisse, en possède 25 % ;
- La ville de Zurich en possède 15 % ;
- Les Forces motrices de Suisse centrale en possèdent 12,5 % ;
- Et les 7,5 % de parts restantes vont à l'Energie Wasser Bern.

Possédant la plus grande part, c'est le groupe Alpiq qui gère au quotidien la centrale.